# سبستان حرجي
سبستان حرجي (الاسم العلمي:Cordia silvestris) هو نوع من النباتات يتبع جنس السبستان من الفصيلة الحمحمية.